# 貞孝節烈牌坊

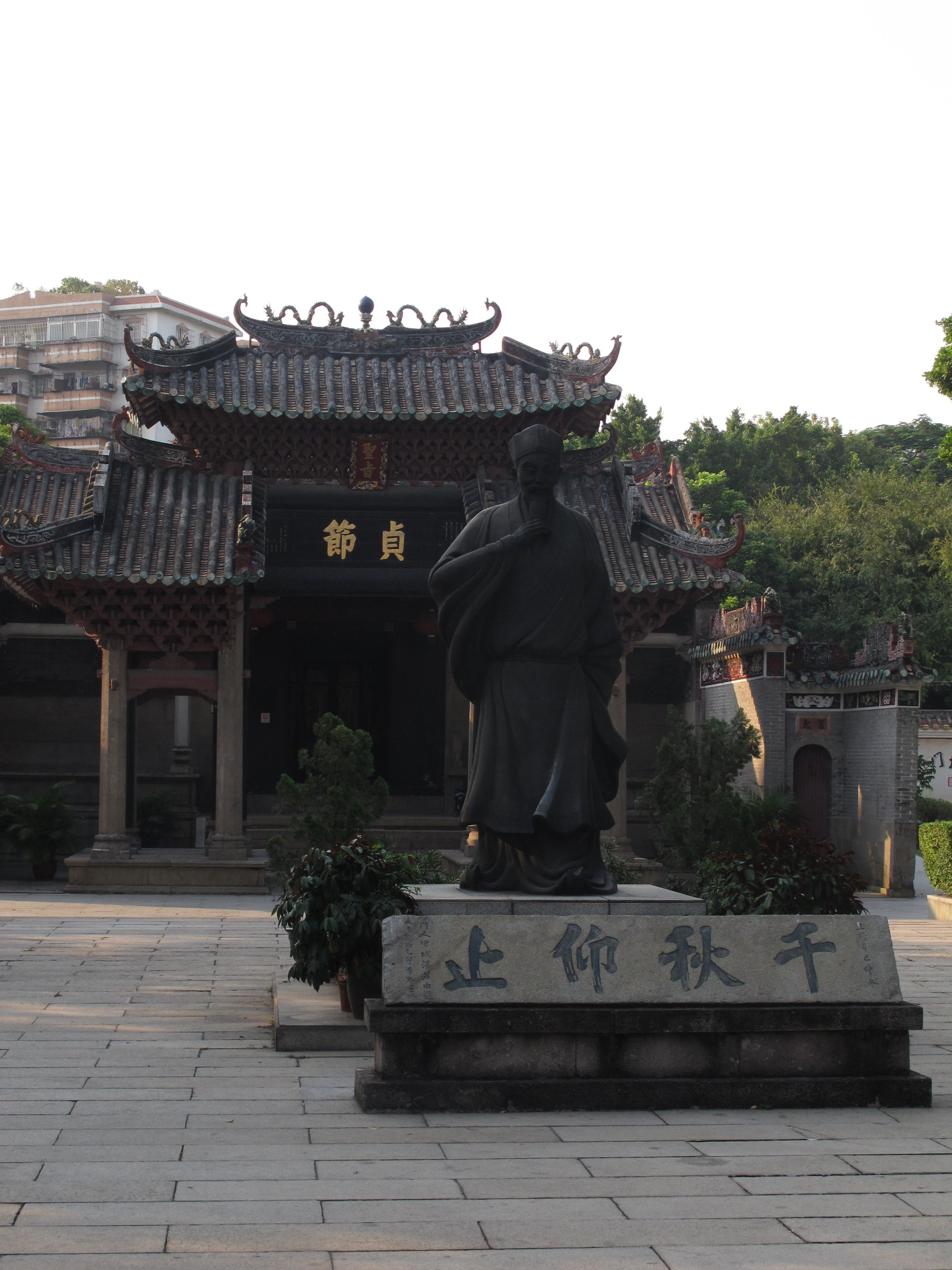
江门市白沙祠内

貞孝節烈牌坊為牌坊的一種。是中國封建社會有關貞節旌表制度而衍生的文化產物。由於中國社會在封建時代對婦女貞操和孝義非常看重，所以貞孝節烈牌坊則是用於表揚女性守節守孝行為的獎勵。
因為每個被表揚人士的生平事蹟均有不同，所以貞孝節烈牌坊亦會被區分為貞節、貞壽、貞烈、節孝、節烈等牌坊。

## 歷史

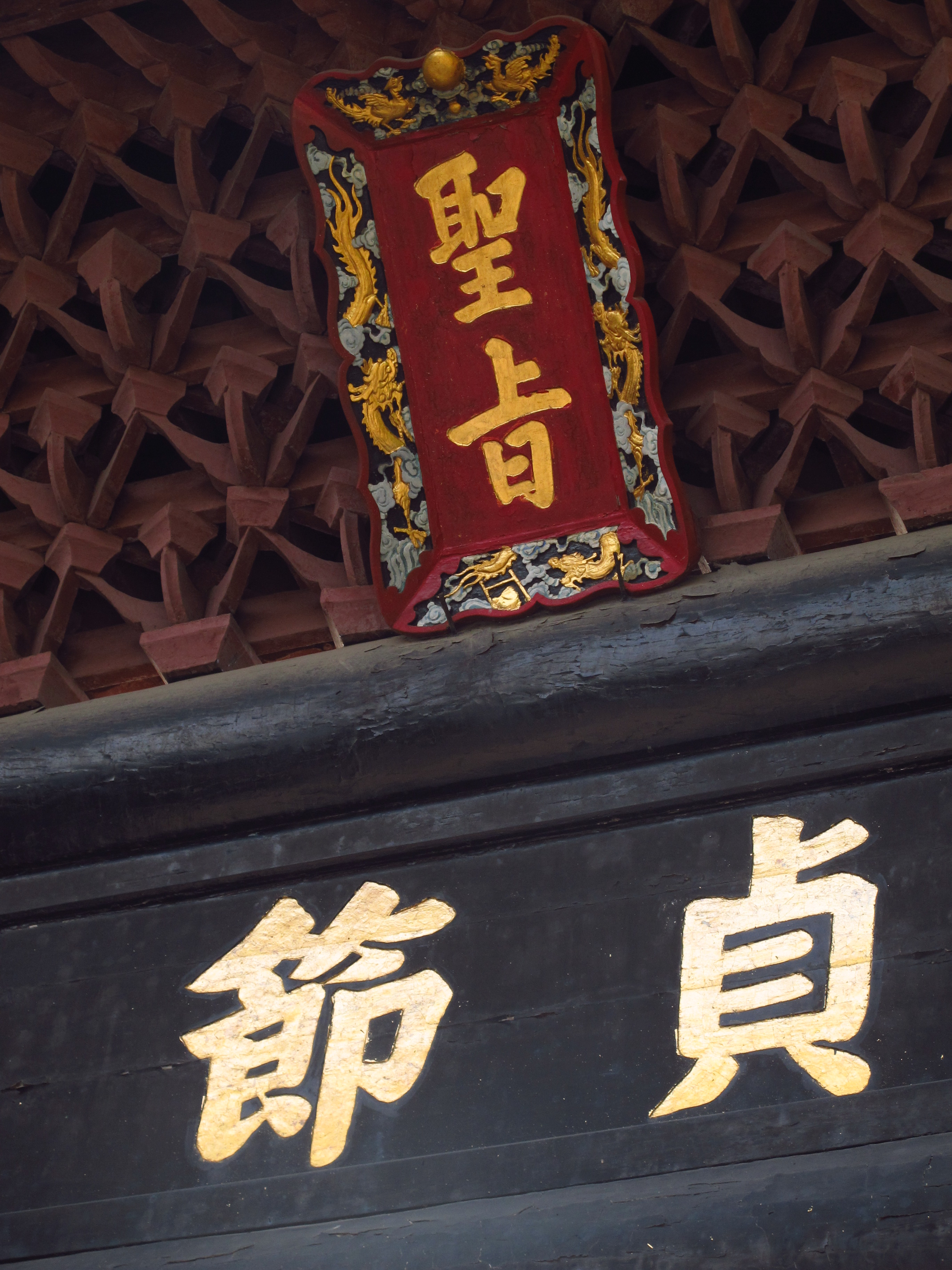
江门市白沙祠内的贞节牌坊

雖然旌表貞節制度早於秦代就已經存在，但最早有關貞孝節烈牌坊的記載則追溯到明代，而貞孝節烈牌坊亦在明代年間得到法制保證。
貞孝節烈牌坊在明清二代在中國各地大肆興建。在清代，政府當局撥發銀兩用以興建貞孝節烈牌坊是朝廷表揚貞節旌表三種方法的其中一種。
清代當局最後由於撥發建牌坊的銀兩數目有限而達不到彰顯守節守孝的效果，所以在中國各地設立節孝祠。中華民國建立后，北洋政府仍实行貞節旌表:183。但不久，要求女性恪守貞節的風俗習慣即因新文化運動引發的女性解放和男女平等倡議而遭到衝擊。國民政府執政後，廢除貞節旌表:183。
2015年，中華人民共和國湖南省衡陽縣文物局考查发现中國现存、可考证时间的最後一座貞孝節烈牌坊。这座牌坊位於該縣台源鎮柳樹村，是当地村民为守节寡妇廖黄氏於1921年所建。牌坊上放上石匾，而石匾上則刻有由第二任中華民國大總統徐世昌題寫的「節勵松筠」四字。

## 特色

### 建築
建築形式因應各地區而略有不同，但一般為牌樓形式。少數則為墓碑形式。上面常用的四大字為「欽旌節孝」等，其下可能記載節婦相資料事蹟，或兩側附相關對聯詩句。

### 官方授權
貞孝節烈牌坊必須得到官方准許才能興建。建造程序由地方官掌控，在查訪後向直省督撫報告，然後在上報禮部奏請旌表。
北洋政府时期，政府允许貞節旌表受褒扬人、家属，及同乡为其建坊立碑。地方官员亦会亲撰碑文。如民国十三年十一月，四川高等检察厅检察长黄绶为成都惨死的寡妇牛萧福贞撰写碑文:183。

## 現況

### 臺灣
臺灣、金門地區內有至少10座貞孝節烈牌坊，其中位於金門縣的邱良功母節孝坊更被列為國定古蹟。
其他有名的貞孝節烈牌坊包括位於台中市大甲區的林氏貞孝坊，和位於台北市二二八和平紀念公園內的黃氏節孝坊。

### 中國大陸
根據2013年廈門晚報的報道，福建省廈門市內現在還有總共11座貞孝節烈牌坊，而湖南省則至少有1座。

### 衍生文化
- 当了婊子还要立牌坊：骂人的俗语，意指对方虚伪，做不光彩的事，却还要好的名声[8]。

## 批評
现代社会普遍认为，贞节牌坊束缚女子的自由，是封建社会的糟粕。有現代學者亦認為贞节牌坊其實是富有的大戶人家炫耀其显赫地位的工具，并未对守节妇女真正进行关怀。

## 註解
1. ↑  「節勵」為「勵節」的反寫，有「砥礪節操」的意思，而砥礪有磨鍊或勉勵的意思。「松筠」則來自松筠之節一詞，用以比喻堅貞的節操。所以「節勵松筠」有「磨鍊/勉勵堅貞的節操」意思。

## 延伸閱讀
- 清代臺灣的貞節牌坊與節孝祠-臺灣女人 （页面存档备份，存于）